# کشتی ارواح (فیلم ۱۹۵۲)
کشتی ارواح (انگلیسی: Ghost Ship) فیلمی به کارگردانی ورنون سیول محصول سال ۱۹۵۲ کشور بریتانیا است.

## بازیگران
- درموت والش – Guy
- هیزل کورت – Margaret
- هیو باردن – Dr. Fawcett
- John Robinson – Mansel
- Joss Ambler – Yard Manager
- Hugh Latimer – Peter
- Mignon O'Doherty – Mrs. Manley
- Laidman Browne – Coroner
- Meadows White – Yard Surveyor
- پت مک‌گرت – Bert
- گوردون بل – Guest
- ایان کارمایکل – Bernard